# 源潭河
源潭河，又称龙塘河、大燕河，位于中华人民共和国广东省清远市清城区境内，是北江、潖江分洪道。源潭河北端自飞来峡镇江口圩（旧为清新县江口镇）潖江左岸分汊起，西南经源潭镇和龙塘镇，于石角镇的大燕口与北江汇合。全长45千米，流域面积580平方千米。
源潭河的分洪情况取决于北江和潖江的水势。当潖江口的江口汛枯水位低于10.50米时，源潭镇附近河段断流，来自青龙的河水到紧水坑口折转北流，汇入潖江；紧水坑口以南河水则南流汇入北江。若遇北江水涨，潖江水位不高时，北江洪水便由江口圩倒灌入潖江，除滞留于潖江外，大部分洪水经源潭河南流入北江。主要支流有迎咀河、银盏河。
源潭河两岸人口众多，经济发达，该河是这一地区唯一的水源，因其流域面积小，每年8、9月源潭河开始断流，严重影响两岸地区生产生活。